# گورستان قلبه دار
گورستان قلبه دار مربوط به پیش از اسلام است و در شهرستان رودبار، بخش مرکزی، روستای دارستان واقع شده و این اثر در تاریخ ۱۴ مرداد ۱۳۸۲ با شمارهٔ ثبت ۹۳۹۶ به‌عنوان یکی از آثار ملی ایران به ثبت رسیده است.